# Osiedle Norwida (Wyszków)
Osiedle Norwida – osiedle w zachodniej części Wyszkowa (województwo mazowieckie).
Osiedle składa się z zabudowy wielorodzinnej, bloków 4- i 5-kondygnacyjnych. W południowej części osiedla znajduje się stadion WOSiR Wyszków oraz siedziba MZKS Bug Wyszków. Patronem osiedla jest Cyprian Kamil Norwid, który patronuje również znajdującemu się na osiedlu I Liceum Ogólnokształcącemu, przed którym znajduje się pomnik poety.  